# Governo d'occupazione sionista
Il governo d'occupazione sionista (inglese: Zionist Occupation Government, abbreviato in ZOG) è una teoria del complotto giudaico che accusa alcuni regimi governativi di essere in realtà Stati fantoccio sotto il controllo segreto di ipotetici poteri ebraici sionisti. La teoria appare tra le più diffuse fra gruppi di estrema destra e circoli antisemiti, specie fra promotori della supremazia bianca in Europa, Russia e Stati Uniti.

## Storia
Questa teoria apparve per la prima volta nell'articolo Welcome to ZOG-World del 1976, attribuito al neonazista statunitense Eric Thomson. Attirò comunque l'attenzione della cronaca solo con la pubblicazione di un articolo del 27 dicembre 1984 sul New York Times, riguardante una serie di rapine commesse in California e nello Stato di Washington da un gruppo suprematista bianca chiamato The Order; l'articolo riportava che i crimini "furono commessi per raccogliere fondi per una guerra contro il governo degli Stati Uniti, che il gruppo chiama "Zog" o Zionist Occupation Government (Governo d'occupazione sionista)".

## Descrizione
È parte integrante della più vasta formulazione cospirativa nota come "Nuovo ordine mondiale", avvalendosi di alcuni temi presi in prestito da essa come il presunto uso dell'ONU come forza militare dello Zog, il controllo da parte dei banchieri ebrei della finanza americana o l'inserimento di microchip nella testa per il rintracciamento delle persone.
Il termine sionismo, che indica l'insieme dei movimenti che sostengono l'esistenza dello Stato ebraico di Israele, viene qui usato in un contesto fuorviante, nel quale gli ebrei sono rappresentati come cospiratori che mirano al controllo del mondo, come suggerito dai famosi Protocolli dei Savi di Sion. Il sito web antisemita Jew Watch ha accusato l'intera sfera politica occidentale e altre nazioni vicine di essere controllate dallo "Zog".